# Loxoblemmus tsushimensis
Loxoblemmus tsushimensis är en insektsart som beskrevs av Ichikawa 2001. Loxoblemmus tsushimensis ingår i släktet Loxoblemmus och familjen syrsor. Inga underarter finns listade i Catalogue of Life.